# Phyllidiopsis krempfi
Phyllidiopsis krempfi is een slakkensoort uit de familie van de Phyllidiidae. De wetenschappelijke naam van de soort is voor het eerst geldig gepubliceerd in 1957 door Pruvot-Fol.